# Haematopota obscura
Haematopota obscura är en tvåvingeart som beskrevs av Friedrich Hermann Loew 1858. Haematopota obscura ingår i släktet Haematopota och familjen bromsar. Inga underarter finns listade i Catalogue of Life.